# فرودگاه ماربل کنین
فرودگاه ماربل کنین (به انگلیسی: Marble Canyon Airport) یک فرودگاه همگانی است که یک باند فرود آسفالت دارد و طول باند آن ۱۱۳۲ متر است. این فرودگاه در کشور ایالات متحده آمریکا قرار دارد و در ارتفاع ۱۰۹۸ متری از سطح دریا واقع شده‌است.